# SOX6
Il fattore trascrizionale SOX-6 è una proteina codificata negli esseri umani dal gene SOX6.
La famiglia dei geni SOX codifica per un gruppo di fattori trascrizionali caratterizzati dal dominio HMG (high mobility group), un dominio di legame al DNA. I fattori trascrizionali SOX, a differenza della maggior parte dei fattori trascrizionali, si legano al solco minore del DNA piegando la doppia catena di un angolo di 70-85 gradi e introducendo cambiamenti conformazionali locali.

## Interazioni
È stato dimostrato che SOX6 interagisce con CTBP2 e CENPK.